# 說大空部
說大空部，又稱方廣部，後期佛教部派之一，主張一切法無。現代學者稱之為大眾部支派或大乘佛教早期教派。
此部是被龍樹、智顗等人指稱為附佛外道的兩個部派佛教部派之一，經常被稱為方廣道人，或惡取空者。

## 學說
龍樹《大智度論》記錄有: 
更有佛法中，方廣道人言：一切法，不生不滅，空無所有，譬如兔角、龜毛常無。
南傳《論事》，記載方廣部認為：
1. 不應言：「僧伽受供物」。
2. 不應言：「僧伽淨化供物」。
3. 不應言：「僧伽受用飲嚙味」。
4. 不應言：「施於僧伽有大果」。
5. 不應言：「施於佛有大果」。
6. 不應言：「佛世尊住於人界」。
7. 不應言：「依佛世尊而說其法」。
8. 言：「二人之同意趣若如是者應行淫法」。[3]

## 其他宗派評價
《瑜伽師地論》：
|  | 世尊依彼密意說言：「寧如一類起我見者，不如一類惡取空者。」……惡取空者，亦於所知境界迷惑，亦謗一切所知境界，由此因故，墮諸惡趣；於他求法、求苦解脫，能為虛誑，亦作稽留，於法於諦，不能建立，於諸學處，極生慢緩，如是損減實有事者，於佛所說法毘奈耶，甚為失壞。云何名為惡取空者？謂：有沙門或婆羅門，由彼故空，亦不信受，於此而空，亦不信受。如是名為惡取空者，何以故？由彼故空，彼實是無，於此而空，此實是有，由此道理，可說為空。若說一切都無所有，何處、何者、何故名空？亦不應言：由此於此，即說為空，是故名為惡取空者。 復次、於大乘中，或有一類惡取空故，作如是言：「由世俗故，一切皆有，由勝義故，一切皆無。」 |

吉藏《三論玄義》：
|  | 二者、學大乘者，名方廣道人，執於邪空，不知假有故，失世諦，既執邪空，迷於正空，亦喪真矣。……二者、方廣道人，謂：一切諸法，如龜毛兔角，無罪福報應。此人失於世諦，然有宛然而空故，空名有空，既失空有，亦失有空，如斯之人，亦失二諦。 |

智顗《摩訶止觀》：
|  | 又方廣道人，自以聰明，讀佛十喻，自作義云：不生不滅，如幻如化，空幻為宗。龍樹斥云：非佛法方廣所作，亦是邪人法也。……若於觀支，謂諸法幻化，起空盡相，此解虛無，不見解心，及諸法異，同如幻化，唯計此是，餘悉妄語，此是方廣見發也。 |